# Cave Poésie
La Cave Poésie René Gouzenne est une salle de spectacle située rue du Taur à Toulouse. Elle propose des spectacles entre théâtre et écriture poétique, faisant le lien entre les images et les mots. Par diverses actions de création et diffusion de spectacles régionaux, la Fédération des œuvres laïques de la Haute-Garonne en était l’organisme de tutelle.
La Cave Poésie forme aussi tout type de publics à la création tout en permettant l'accès de tous à l'art et à la poésie. Sont proposés des ateliers d'écriture poétique, des ateliers d'écriture et de présentation orale des textes créés, ainsi que des ateliers d'arpentage, méthode collective de vulgarisation et de compréhension d'un ouvrage a priori difficile à appréhender.

## Histoire
La Cave Poésie est fondée en 1967 par René Gouzenne, metteur en scène, qui l'a animée pendant plus de quarante ans. En hommage à son fondateur, décédé en juillet 2007, le lieu a été rebaptisé Cave Poésie René Gouzenne.
Le théâtre est installé dans une salle aux murs de brique rose et au plafond voûté, située en sous-sol. Le lieu comporte une autre salle et un bar, situés au rez-de-chaussée.
La direction est assurée actuellement par Yann Valade sous la présidence de Serge Pey. 